# Hicham Hamdouchi
Hicham Hamdouchi, (Tànger, 8 d'octubre de 1972, és un jugador d'escacs marroquí, que té el títol de Gran Mestre des de 1994. Juga sota bandera francesa des d'abril de 2009. Ha estat onze cops Campió del Marroc, i tres cops Campió àrab. Va ser el primer àrab, i també el primer africà, en superar la barrera dels 2600 punts Elo (amb 2615 el 2003). Està casat amb la jugadora d'escacs Adina-Maria Hamdouchi, Gran Mestre Femenina.
A la llista d'Elo de la FIDE de l'agost de 2015, hi tenia un Elo de 2599 punts, cosa que en feia el jugador número 10 (en actiu) de França. El seu màxim Elo va ser de 2628 punts, a la llista de juliol de 2011 (posició 145 al rànquing mundial).

## Resultats destacats en competició
Hicham Hamdouchi va començar a jugar als escacs precoçment, i va donar la sorpresa en gruanyar el torneig de Tànger de 1986, al qual hi participaven els millors jugadors marroquins del moment, amb prou feines un any després d'haver après a jugar. El 1988 va quedar entre els primers classificats al seu primer gran torneig, a Casablanca, i va començar a partir de llavors a acumular títols de campió nacional júnior i absolut del Marroc, els primers d'una llarga sèrie que el feu ser campió nacional els anys 1989, 1992, 1993, 1994, 1995, 1997, 2001, 2002, 2003 i 2004.
Va esdevenir el líder incontestable de la selecció marroquina d'escacs durant els anys 1990 i 2000.
El 1990, després d'unes remarcables taules contra el GM suís Víktor Kortxnoi, va decidir, per seguir la seva progressió, de participar en torneigs europeus, i el 1993 es va instal·lar a França, a Montpeller, on, en paral·lel a la seva carrera com a escaquista, va emprendre estudis d'econòmiques.
Va obtenir el títol de Gran Mestre el 1994, i guanyà, entre altres torneigs majors, el torneig de Mestres de Casablanca el 1994; el campionat d'Aràbia el 1995; el festival de turisme del Caire el 1998; l'obert de Montpeller i el campionat de l'Àfrica el 2001; l'obert de Niça i també el de Belfort el 2002; el Trofeu Internacional Mohammed VI el 2004; el torneig internacional de Sabadell el 2005; l'obert de Jura el 2006; l'obert de Saint-Affrique i el d'Armilla el 2007; el mateix any 2007 empatà al primer lloc, tot i que fou tercer per desempat, al Torneig Obert "Villa de Navalmoral 2007" a Extremadura, rere Julio Granda i Gabriel del Río. l'obert de Ginebra el 2008; el festival internacional dels jocs de Canes (exæquo amb Christian Bauer) i el campionat d'Àfrica el 2009), i obtingué algunes victòries de prestigi, per exemple contra Joël Lautier (el 1995) i Anatoli Kàrpov (a Bordeus el 2005). El 2004, va assolir els 32ns de final al Campionat del món de la FIDE de 2004, en què fou eliminat pel GM anglès Michael Adams.
L'abril de 2009, va triar de jugar sota bandera francesa, i així consta a la llista d'Elo de la FIDE. Va participar en el Campionat de França l'agost de 2009, on hi fou quart, rere Vladislav Tkatxov, Maxime Vachier-Lagrave i Laurent Fressinet. El 2013 es proclamà campió de França a Nancy, en derrotar Jean-Marc Degraeve al play-off de desempat.